# Danh sách tiểu hành tinh cắt ngang quỹ đạo của Sao Thiên Vương
Tiểu hành tinh cắt ngang quỹ đạo Sao Thiên Vương là hành tinh nhỏ mà quỹ đạo của nó đi ngang qua quỹ đạo của Sao Thiên Vương. Số lượng các thiên thể loại nầy (vào năm 2005) đã được liệt kê thành dánh sách dưới đây. Hầu hết chúng đều là hành tinh vi hình.
Chú ý: † cắt qua bên trong; ‡ cắt qua bên ngoài

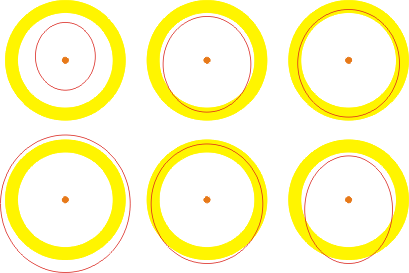
Cắt qua bên trong(¹): giữa, trên;
Cắt qua bên ngoài(²): giữa, dưới;
Cắt qua: phải, dưới;
Đồng quỹ đạo: phải, trên

- 2060 Chiron †
- 5145 Pholus
- 5335 Damocles
- 7066 Nessus
- 8405 Asbolus
- 10199 Chariklo †
- 10370 Hylonome ‡
- 20461 Dioretsa
- (29981) 1999 TD10
- 42355 Typhon
- (44594) 1999 OX3
- 49036 Pelion
- 52975 Cyllarus
- 54598 Bienor †
- 55576 Amycus
- (65407) 2002 RP120
- 65489 Ceto
- (73480) 2002 PN34
- 83982 Crantor
- (87555) 2000 QB243
- (88269) 2001 KF77 ‡
- (95626) 2002 GZ32